# Ramino korito
Ramino korito poseban je rezervat šumske vegetacije koji se prostire na 234 ha, a dio je velike prašume bukve na južnom Velebitu. Smatra se prašumom zato što se u njoj nikada nije gospodarilo.
Nastavno na te površine i u bližem okružju još su izdvojeni odsjeci koji čine botanički rezervat: vegetacija stijena točila i rudina, a obuhvaćaju nabrojene lokalitete koji ulaze u predloženo zaštićeno područje Velebita: Sadikovac i Šugarski kraj – Pasiji klanac – Milkovića kuk i planinske rudine: Panos – Perin kuk, Ripište, Krivi kuk, Saljev kuk, Stap, V. Stolac.
Na potezu od Ramina korita do Šugarske dulibe još su znatne površine državnih šuma kojima je vlasnik propisao redovno gospodarenje, no to je bez izgradnje cesta nemoguće zbog nepristupačnosti. Dio šuma (317 ha) su sami šumari stavili pod zaštitu (zaštitne šume), a preostalih 1100 ha su ostale prave gospodarske šume. Povremeno se javljaju ideje da se uspostavi veći stupanj zaštite na tom području, a za to bi valjalo što prije pokrenuti zakonsku proceduru.